# 1540
- Wikisource

| Calendário gregoriano                                                        | 1540 MDXL                                             |
| Ab urbe condita                                                              | 2293                                                  |
| Calendário arménio                                                           | 989 – 990                                             |
| Calendário bahá'í                                                            | -304 – -303                                           |
| Calendário budista                                                           | 2084                                                  |
| Calendário chinês                                                            | 4236 – 4237 Início a 7 de fevereiro (aproximadamente) |
| Calendário copta                                                             | 1256 – 1257                                           |
| Calendário etíope                                                            | 1532 – 1533                                           |
| Calendários hindus - Vikram Samvat - Calendário nacional indiano - Cáli Iuga | 1595 – 1596 1461 – 1462 4640 – 4641                   |
| Calendário Holoceno                                                          | 11540                                                 |
| Calendário islâmico                                                          | 947 – 948                                             |
| Calendário judaico                                                           | 5300 – 5301                                           |
| Calendário persa                                                             | 918 – 919                                             |
| Calendário rúnico                                                            | 1790                                                  |
| Calendário solar tailandês                                                   | 2083                                                  |

1540 (MDXL, na numeração romana) foi um ano bissexto do século XVI do Calendário Juliano, da Era de Cristo, e as suas letras dominicais foram D e C (53 semanas), teve  início a uma quinta-feira e terminou a uma sexta-feira.
| Ano completo                           |
| -------------------------------------- |
| Ano bissexto com início à quinta-feira |

## Eventos
- 6 de Janeiro - Casamento de Henrique VIII de Inglaterra com Ana de Cleves
- 9 de Julho - Dissolução do casamento de Henrique VIII de Inglaterra com Ana de Cleves
- 28 de Julho - Casamento de Henrique VIII de Inglaterra e Catarina Howard
- 3 de Agosto - Confirmação da doação da capitania da ilha Graciosa, Açores a D. Álvaro Coutinho.
- 7 de Setembro - Elevação de Faro, em Portugal, à categoria de cidade.
- Publicação da Grammatica da Língua Portuguesa com os Mandamentos da Santa Madre Igreja por João de Barros - segunda gramática do idioma, primeiro livro didático ilustrado do mundo.
- A Companhia de Jesus, criado pelo padre espanhol Ignácio de Loyola foi reconhecida pelo Papa Paulo II.
- O explorador Hernando de Soto chega as aldeias de Towassa e Ikanatchati nos Estados Unidos, que originou as cidades de mesmo nome que hoje são a cidade de Montgomery capital do Alabama.

## Nascimentos
- Janeiro
  - 03 de Janeiro - Kaspar Bienemann, historiador eclesiástico e teólogo alemão (m. 1591).
  - 18 de Janeiro - Catarina Guimarães, Duquesa de Bragança, pretendente ao trono português (m. 1614).
  - 24 de Janeiro - Edmund Campion, jesuíta, missionário e mártir inglês (m. 1581).
  - 26 de Janeiro - Wolfgang Ammon, teólogo luterano e compositor de hinos (m. 1589).
  - 28 de Janeiro - Ludolph van Ceulen, matemático alemão Ludolph van Ceulen (1540-1610) (m. 1610)."

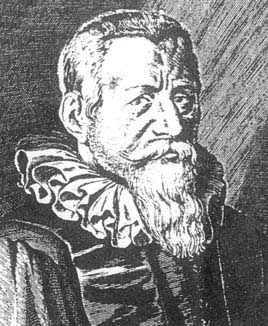
Ludolph van Ceulen (1540-1610)

  - 28 de Janeiro - Nicolò Donato, 93º Doge de Veneza, que reinou por apenas 35 dias, desde 10 de Abril de 1618 até a morte. (m. 1618).
- Fevereiro
  - 20 de Fevereiro - Cornelis Joos van Hille, teólogo protestante holandês (m. 1598).
- Março
  - 02 de Março - Edviges von Brandemburgo, Duquesa de Braunschweig-Volfembutel (m. 1602).
  - 07 de Março - Philips van Marnix, burgomestre, escritor e chefe de estado holandês (m. 1598).
  - 17 de Março - Bernardo VII de Anhalt-Zerbst (m. 1570).
- Abril
  - 03 de Abril - Maria de Cosme I de Médici, filha de Cosmo I da Toscana (m. 1557).
  - 22 de Abril - James Stewart of Rothesay, filho mais velho de James V da Escócia (m. 1541).
  - 24 de Abril - Christoph Caesar, O Velho, filólogo alemão (m. 1604).
- Maio
  - 07 de Maio - Raymund Pius Fichard, jurista alemão (m. 1584).
  - 14 de Maio - Bartolomäus Scultetus, Burgomestre de Görlitz, matemático, cartógrafo e astrônomo alemão (m. 1614).
  - 14 de Maio - Paolo Paruta, historiador e chefe de estado veneziano (m. 1598).
  - 16 de Maio - Pascal Baylón, frade franciscano e santo espanhol (m. 1592).
  - 20 de Maio - Gasparo da Salò, Gasparo Bertolotti, músico e tocador de alaúde italiano (m. 1609).
- Junho
  - 03 de Junho - Carlos II, Arquiduque da Áustria, filho de Fernando I, Sacro Imperador Romano-Germânico (m. 1590).
  - 11 de Junho - Barnabe Googe, poeta e tradutor inglês (m. 1594).
  - 23 de Junho - Agnes, Condessa de Barby-Muehlingen (m. 1569).
  - 23 de Junho - Johann Baptista Serranus, cantor e compositor alemão (m. 1600).
  - 29 de Junho - Ana de Mendoza y de la Cerda, princesa de Éboli, condessa de Mélito e duquesa de Pastrana (m. 1592).
  - 30 de Junho - Elisabeth, Princesa de Wittelsbach-Simmern, filha de Frederico III., O Pio (1515-1576) (m. 1594).
- Julho
  - 07 de Julho - János Zápolya II, Príncipe da Transilvânia e Rei da Hungria |João Sigismundo Zápolya (1540-1571) (m. 1571).

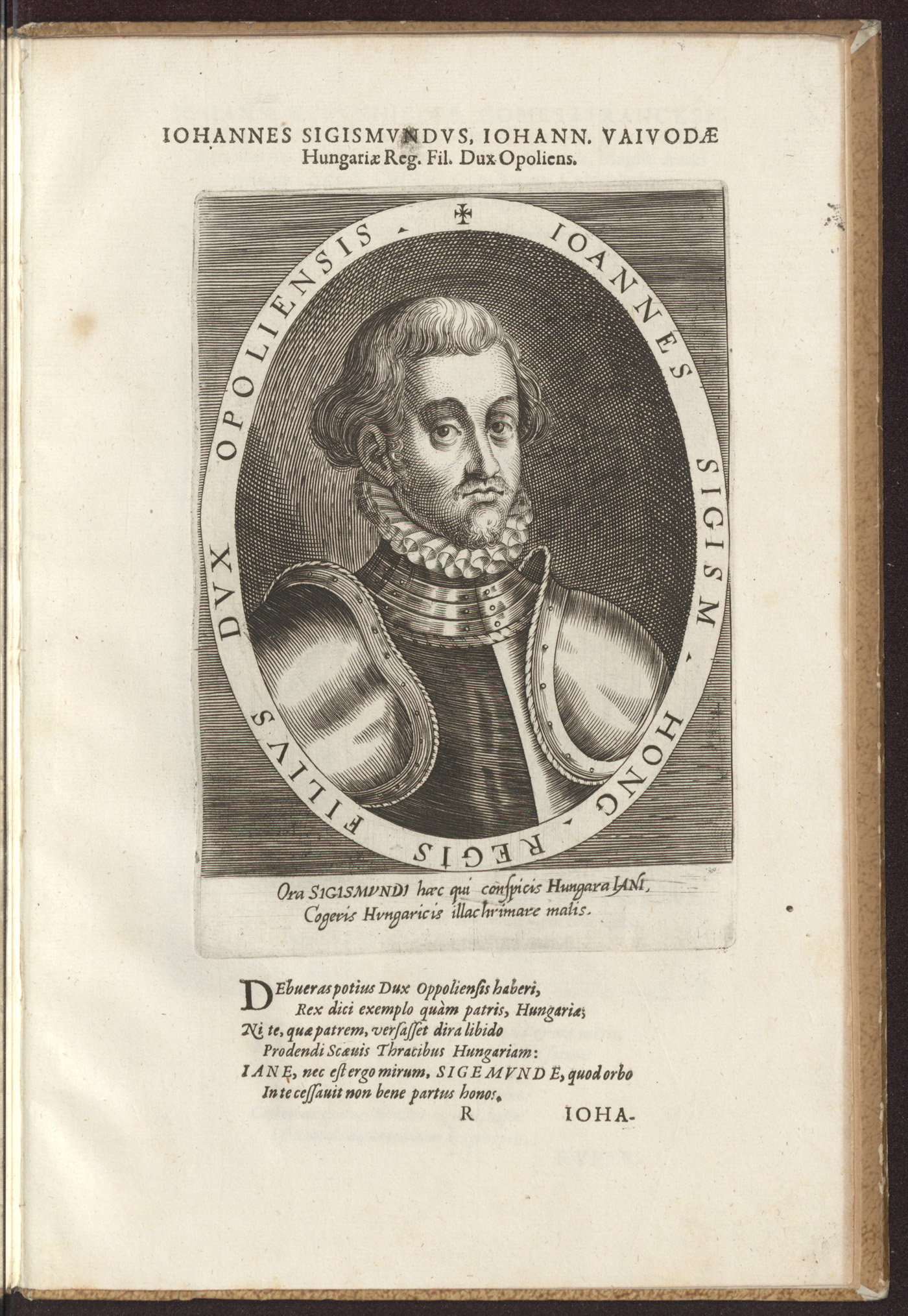
João Sigismundo Zápolya (1540-1571)

  - 11 de Julho - Adolfo de Nassau-Dillenburg, Conde de Nassau (m. 1568).
  - 13 de Julho - Francis Drake, corsário, navegador e político inglês (m. 1596).
  - 19 de Julho - Ludovica Margaretha von Zweibrücken-Bitsch, filha de Jakob, Conde de Zweibrücken-Bitsch (1510-1570). (m. 1569).
  - 27 de Julho - Johann Schellhammer, teólogo luterano alemão (m. 1620).
- Agosto
  - 05 de Agosto - Giuseppe Giusto Scaligero, Joseph-Juste Scaliger, historiador, humanista e filólogo clássico francês de origem italiana Giuseppe Giusto Scaligero (1540-1609) (m. 1609).

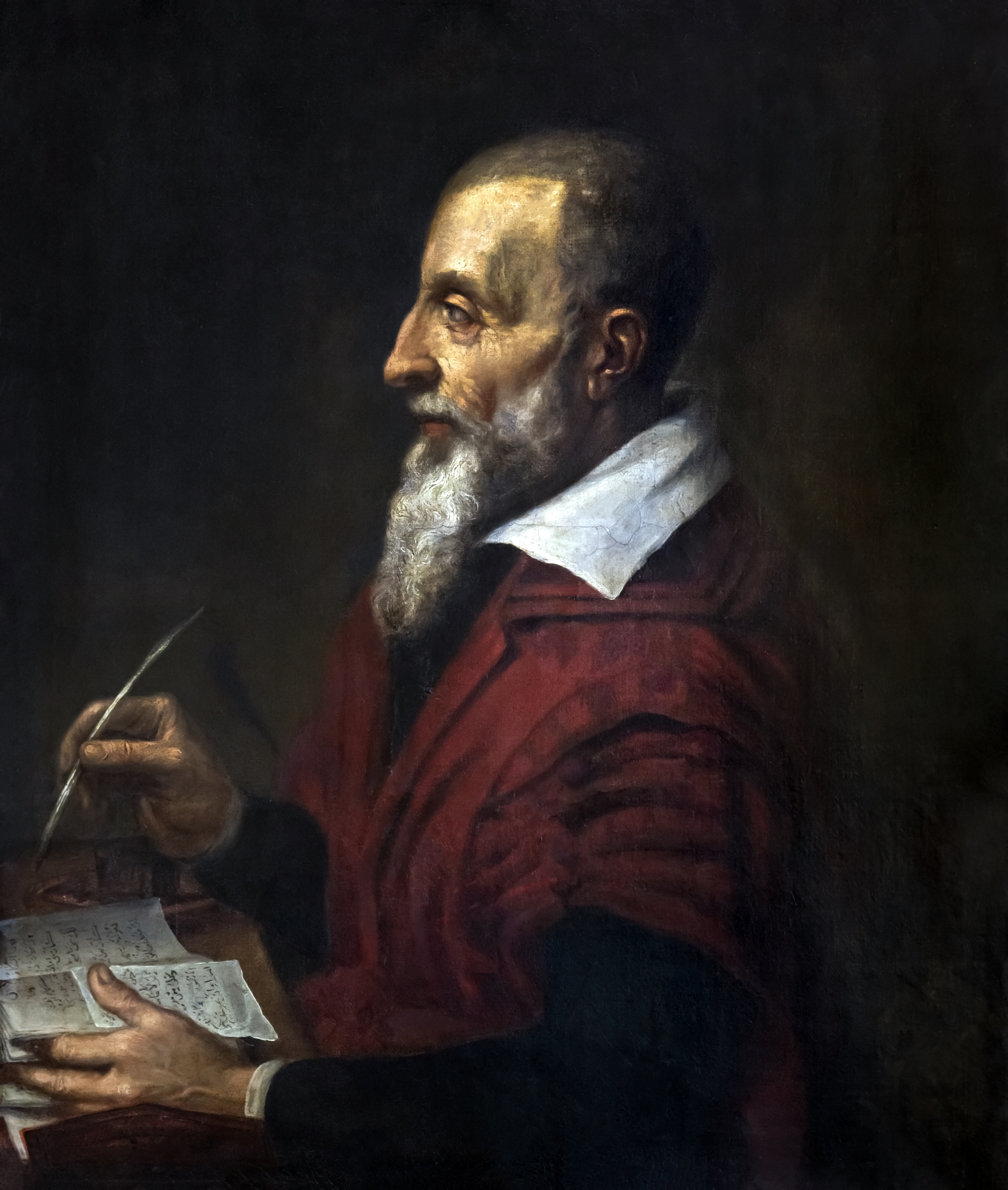
Giuseppe Giusto Scaligero (1540-1609)

  - 15 de Agosto - Franz Nyenstede, Burgomestre de Riga (m. 1622).
  - 24 de Agosto - Michael Baptist von Rochlitz, teólogo luterano e médico alemão (m. 1603).
  - 26 de Agosto - Magno von Holstein, Duque da Silésia-Holstein e Rei da Livônia (m. 1583).
  - 29 de Agosto - Isabel de Brandemburgo-Küstrin, filha de João de Brandemburgo-Küstrin (1513–1571) (m. 1577).
- Setembro
  - 09 de Setembro - João XVI de Oldemburgo (m. 1603).
  - 24 de Setembro - Filippo Sassetti, linguista, comerciante e literato italiano (m. 1588).
  - 30 de Setembro - Salomon Alberti, médico anatomista e físico alemão (m. 1600).
- Outubro
  - 01 de Outubro - Johann Jakob Grynäus, teólogo protestante suíço, Johann Jakob Grynaeus (1540-1617) (m. 1617).

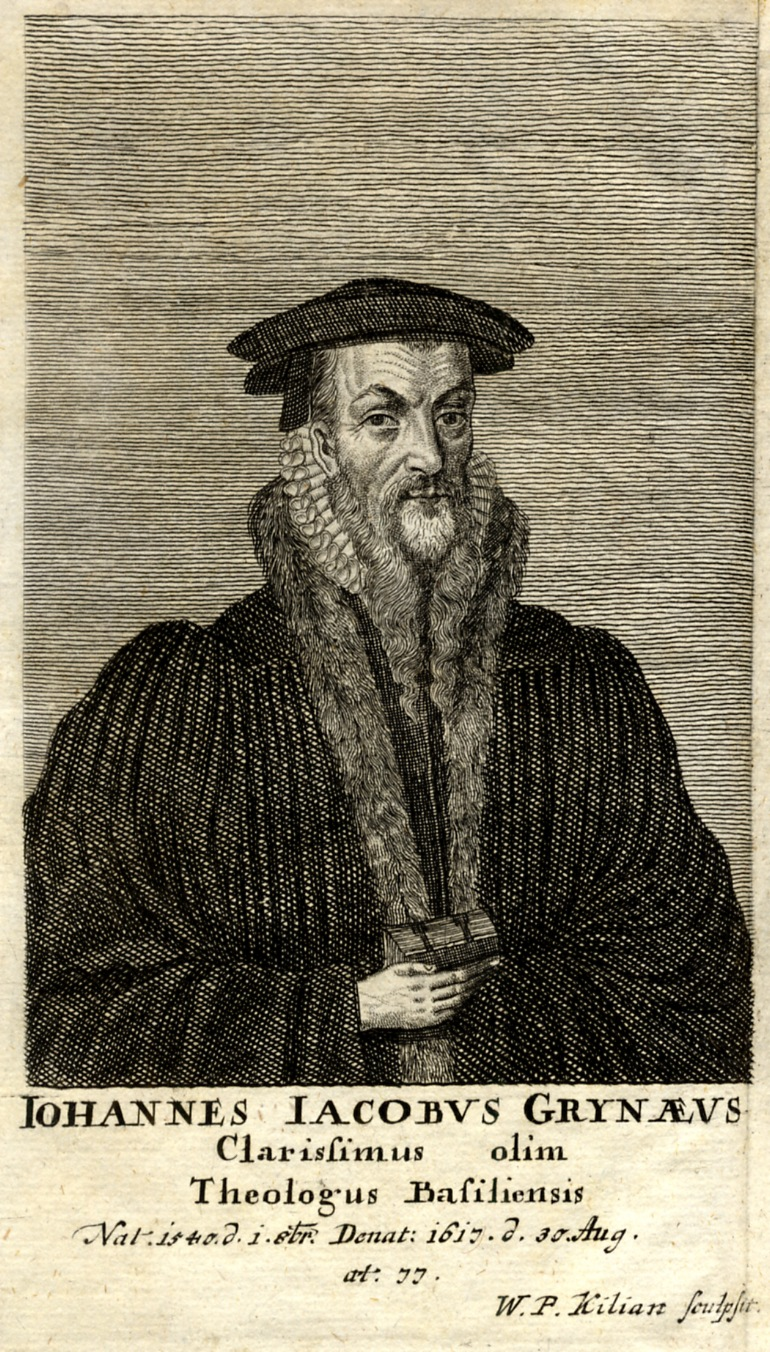
Johann Jakob Grynaeus (1540-1617)

  - 07 de Outubro - Pantaleon Candidus, historiador, teólogo e reformador austríaco (m. 1608).
  - 16 de Outubro - Arnold Mylius, livreiro alemão (m. 1604).
  - 17 de Outubro - Jan van Foreest, xerife de Alkmaar (m. 1580).
  - 20 de Outubro - Alfonso Gesualdo, bispo e cardeal italiano (m. 1603).
  - 27 de Outubro - David Aquila, teólogo luterano alemão e reformador (m. 1614).
- Novembro
  - 03 de Novembro - Georg Scherer, orador de púlpito e teólogo controversista austríaco (m. 1605).
  - 06 de Novembro - Cecília Wasa da Suécia, filha de Gustavo I. Wasa (m. 1627).
  - 12 de Novembro - Ana de Veldenz, condessa palatina e esposa de Carlos II de Baden-Durlach (1529–1577) (m. 1586).
  - 13 de Novembro - Camillo degli Albizzi, patrício e embaixador italiano (m. 1586).
- Dezembro
  - 08 de Dezembro - Giovanni Vincenzo Gonzaga, cardeal italiano e filho de Ferrante I. Gonzaga, Conde de Guastalla (1507-1557) (m. 1591).
  - 15 de Dezembro - Emich X, Conde de Leiningen-Dachsburg (m. 1593).
  - 21 de Dezembro - Thomas Schweicker, artista e calígrafo alemão, notabilizou-se por não ter mãos nem braços (m. 1602).
  - 28 de Dezembro - Carlos I, Duque de Mecklenburg-Schwerin (m. 1610).
  - 31 de Dezembro - Silvio Antoniano, músico, pedagogo, bispo e cardeal italiano (m. 1603).
  - Datas Incompletas

- - François Viète, matemático francês (m. 1603)
  - Ruy López de Segura, enxadrista espanhol (m. 1580).

## Mortes
- Janeiro
  - 09 de Janeiro - Edward Neville, filho de George, 4th Lord Bergavenny (1440-1492) (n. 1471).Helius Eobanus Hessus (1488-1540)

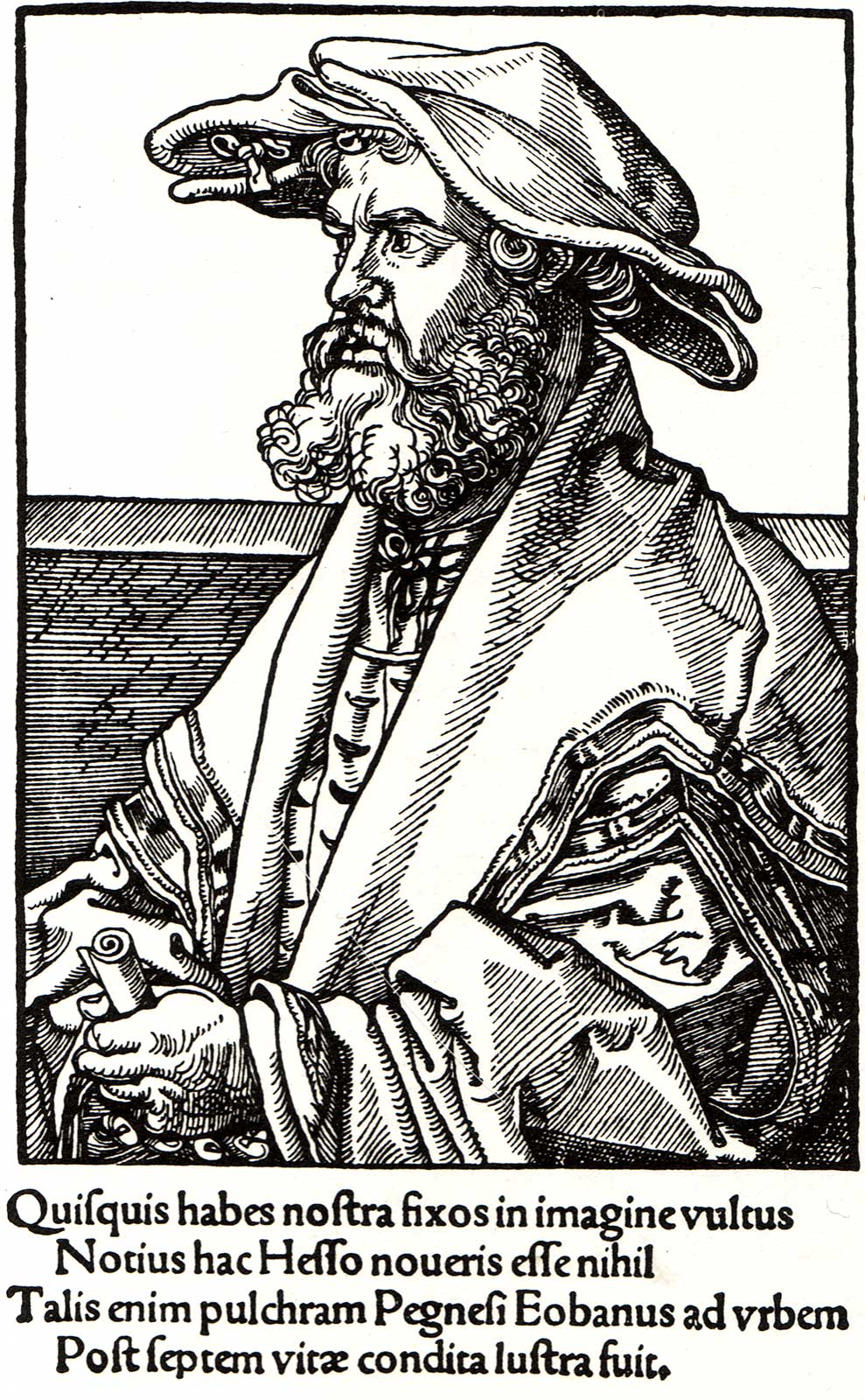
Helius Eobanus Hessus (1488-1540)

  - 09 de Janeiro - Hoyer VI. von Mansfeld-Vorderort, Conde de Mansfeld-Vorderort (n. 1484).
  - 10 de Janeiro - Emmich X, Conde de Leiningen-Hartenburg (n. 1498).
  - 20 de Janeiro - Aires Barbosa, nome completo A. de Figueiredo B., humanista, pensador e pedagogo português (n. 1470).
  - 20 de Janeiro - D. Antonio, Infante de Portugal, filho de D. João III (1502-1557) e Catarina da Áustria (1507-1578) (n. 1539).
  - 23 de Janeiro - Magdalena, Condessa de Mansfeld (n. 1505).
  - 27 de Janeiro - Angela de Brescia, monja italiana e fundadora da Ordem das Ursulina (n. 1474).
- Fevereiro
  - 02 de Fevereiro - Georg Schenk von Tautenburg, governador e vice-rei da Frísia/Groningen (n. 1480).
- Março
  - 02 de Março - Hieronymus Dungersheim, teólogo controversista católico (n. 1465).
  - 13 de Março - Henry Bourchier, 2º Conde de Essex (n. 1473).
  - 13 de Março - Martinus van Turnhout, frade e educador belga (n. 1475).
  - 21 de Março - John de Vere, 15º Conde de Oxford (n. 1482).
  - 22 de Março - Hans Kohlhase, comerciante e burgomestre de Colônia (n. 1500).
  - 30 de Março - Matthäus Lang von Wellenburg, patrono musical, diplomata, cardeal, Bispo de Gurk e Arcebispo de Salzburgo (n. 1468).
- Abril
  - 01 de Abril - Franciscus Georgius, teólogo, filósofo e cabalista (n. 1466).
  - 03 de Abril - D. Garcia de Noronha, 3º vice-rei e o 10º governador português na Índia (1537) (n. 1479).
  - 17 de Abril - Bonifazio Pasini, pintor italiano (n. 1489).
  - 17 de Abril - Stanislaus Thurzo, Bispo de Olmütz (n. 1470).
  - 21 de Abril - Afonso de Portugal, quarto filho de D. Manoel, Rei de Portugal (n. 1509).
- Maio
  - 04 de Maio - Otto Beckmann, teólogo e humanista alemão (n. 1476).
  - 06 de Maio - Juan Luis Vives, humanista, filósofo e reformador espanhol (n. 1492).
  - 19 de Maio - Joannes Schwebel, teólogo e reformador alemão (n. 1490).
  - 22 de Maio - Francesco Guicciardini, historiador e chefe de estado italiano (n. 1483).
  - 26 de Maio - Andreas Cratander, impressor e livreiro alemão (n. 1490).
- Junho
  - 01 de Junho - Sebald Pögl, O Jovem, fabricante de armas e Senhor de Reifenstein (n. 1490).
  - 11 de Junho - Georg von Speyer, conquistador alemão da Venezuela (n. 1500).
  - 16 de Junho - Conrad II. von Thüngen, Arcebispo de Würzburg de 1519 a 1540. (n. 1466).
  - 22 de Junho - Sibert von Ryswick, teólogo católico e político (n. 1487).
  - 28 de Junho - Federico II. Gonzaga, Duque de Mântua (n. 1500).
- Julho
  - 22 de Julho - János Szapolyai, Rei da Hungria João Zápolya (1492-1540) (n. 1487).

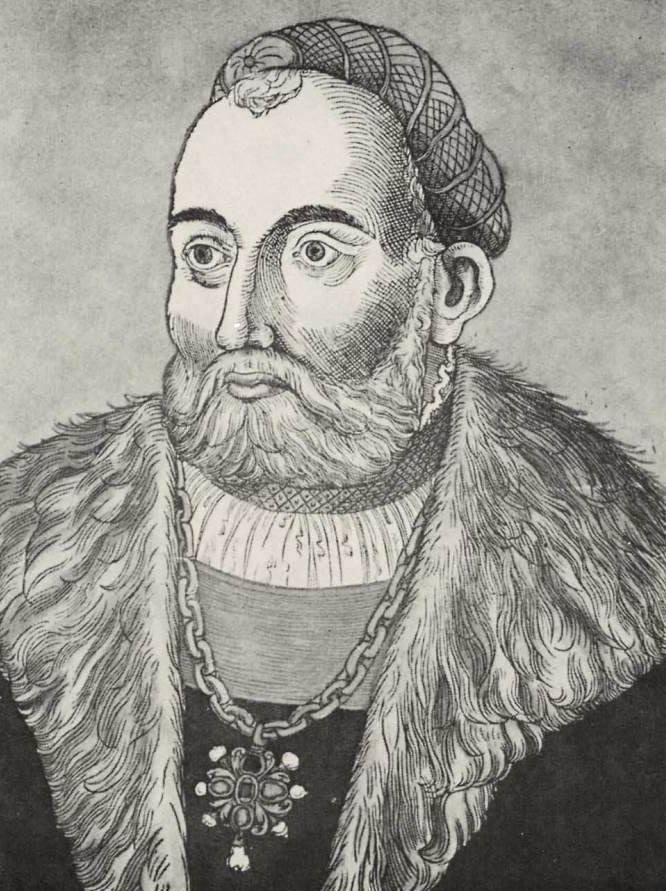
João Zápolya (1492-1540)

  - 22 de Julho - João III de Metzenhausen, Príncipe-eleitor e Arcebispo de Tréveris (n. 1492).
  - 28 de Julho - Hermann Tulichius, teólogo evangélico, pedagogo e reformador alemão (n. 1486).
  - 28 de Julho - Thomas Cromwell, Conde de Essex e chefe de estado inglês (n. 1485).
  - 30 de Julho - Erick I, O Velho, Duque de Braunschweig-Lüneburg (n. 1470).
  - 30 de Julho - Richard Fetherston, sacerdote, mártir e capelão de Catarina de Aragão (n. ).
  - 30 de Julho - Robert Barnes, teólogo, reformador, capelão de Henrique VIII e mártir protestante inglês (n. 1495).
  - 30 de Julho - Thomas Abel, sacerdote e mártir (n. 1497).
- Agosto
  - 05 de Agosto - Jean Jonglet, embaixador austríaco na Inglaterra (n. 1480).
  - 08 de Agosto - Christoph Hegendorphius, teólogo luterano, humanista e jurista alemão (n. 1500).
  - 18 de Agosto - Jörg Kölderer, pintor e arquiteto austríaco (n. 1465).
  - 23 de Agosto - Charles de Hémard de Denonville, Bispo de Mâcon, França (n. 1493).
  - 23 de Agosto - Guillaume Budé, bibliotecário, humanista e helenista francês (n. 1467).
  - 23 de Agosto - Heinrich Schickhardt, O Velho, escultor alemão (n. 1464).
  - 24 de Agosto - Parmigianino, Girolamo Francesco Maria Mazzola, também conhecido como Francesco Mazzola, pintor maneirista italiano e impressor (n. 1503).
  - 28 de Agosto - Arnold von Tongern, Arnoldus a Tongris, teólogo católico belga (n. 1470).
- Setembro
  - 01 de Setembro - Conrad Krebs, escultor e arquiteto alemão (n. 1492).
  - 02 de Setembro - Dawit II da Etiópia, Imperador da Etiópia (n. 1501).
  - 11 de Setembro - Thomas Kitson, O Velho, fidalgo e político inglês (n. 1485).
  - 16 de Setembro - Enrique de Borja y Aragón, bisneto do Papa Alexandre VI, e bispo de Squillace (n. 1518).
  - 17 de Setembro - Philipp Fürstenberger, humanista e jurista alemão (n. 1479).
  - 20 de Setembro - Andreas Stoß, monge carmelita alemão (n. 1480).
  - 24 de Setembro - Enno II, Conde da Frísia Oriental (n. 1505).
  - 25 de Setembro - Adam Weiß, teólogo evangélico e reformador alemão (n. 1490).
- Outubro
  - 04 de Outubro - Helius Eobanus Hessus, Eoban Koch, poeta humanista alemão (n. 1488).
  - 07 de Outubro - Cristoforo Giacobazzi, cardeal e bispo italiano (n. ?).
  - 07 de Outubro - Pedro Fernández Manrique, bispo e cardeal espanhol (n. 1500).
  - 21 de Outubro - Lieven Jans Gillesz, Burgomestre de Zierikzee (n. 1496).
  - 23 de Outubro - Stephan Kempe, teólogo luterano e reformador holandês (n. 1495).
- Novembro
  - 04 de Novembro - Marcus Laurinus, O Velho, sacerdote e humanista belga (n. 1488).
  - 05 de Novembro - Franciscus de Quiñones, cardeal espanhol (n. 1482).
  - 14 de Novembro - Giovanni Rosso (pintor), pintor italiano (n. 1495).
  - 16 de Novembro - Daniel Mauch, escultor alemão (n. 1477).
  - 18 de Novembro - Sigmund Holbein, pintor alemão (n. 1470).
- Dezembro
  - 01 de Dezembro - Johannes Holtmann, humanista e teólogo católico alemão (n. 1465).
  - 07 de Dezembro - Adolfo de Borgonha, almirante holandês e governador de Artois (n. 1489).
  - 16 de Dezembro - Judocus Vredis, Jost van Vreden, prior e escultor alemão (n. 1473).

Datas Incompletas
- - Diogo Teixeira, capitão do donatário do Machico.

## Por tema
- 1540 na arte
- 1540 no Brasil